# الانتخابات البلدية الكويتية 2022
أُجريت الانتخابات البلدية في الكويت في 21 مايو 2022 لاختيار عشرة أعضاء من أصل ستة عشر في المجلس البلدي. شارك في السباق الانتخابي 38 مرشحًا، بينهم امرأة واحدة، موزعين على ثماني دوائر انتخابية، وجرت عملية التصويت في 443 لجنة اقتراع داخل 76 مدرسة. بلغ عدد الناخبين المسجلين 438,283 ناخبًا.

## المرشحون
يحق الترشح لكل مواطن كويتي مولود في البلاد، بلغ الثلاثين من عمره يوم الانتخابات، ويتقن القراءة والكتابة باللغة العربية، ولم يُدن بجناية أو جريمة مخلة بالشرف أو الأمانة. وقد فُتح باب الترشح بين 14 و23 أبريل 2022.
سجّل أربعون مرشحًا أسماءهم، من بينهم زينب الحساوي كمرشحة وحيدة، فيما فاز مرشحان بالتزكية من دون منافسين، وهي حالة غير مسبوقة في تاريخ الانتخابات الكويتية.

## النتائج
لم تُجرَ الانتخابات في الدائرتين السابعة والعاشرة بسبب وجود مرشح واحد في كل منهما، مما منحهم الفوز تلقائيًا وفق القوانين المعمول بها. بلغت نسبة الإقبال 22.32% فقط، وحافظ ثلاثة أعضاء فقط من مجلس 2018 على مقاعدهم، هم حسن كمال، وعبد العزيز المهري، وفهيد المويزري، ما مثّل تغييرًا بنسبة 70% في تركيبة المجلس. ولم تتمكن أي امرأة من الفوز.

### الأعضاء المنتخبون
| الدائرة الانتخابية | مُرَشَّح                     | الأصوات    |
| ------------------ | ------------------------ | ---------- |
| أولاً               | حسن علي كمال             | 2,755      |
| ثانية              | عبدالله عبدالعزيز المهري | 4,331      |
| ثالث               | فهد مساعد العبد الجادر   | 2,510      |
| رابعا              | سعود عبد الرحمن الكندري  | 5,861      |
| الخامس             | ناصر مرضي الجدعان        | 4,331      |
| السادس             | فهيد فهد المويزري        | 5,235      |
| السابع             | خالد مفلح المطيري        | بلا معارضة |
| ثامن               | عبدالله عويد العنزي      | 9,893      |
| التاسع             | ناصر حماد الكفيف         | 13,401     |
| العاشر             | نصار رجعان العازمي       | بلا معارضة |
| المصدر: كونا       |                          |            |

## ما بعد الانتخابات
في 31 مايو، عيّن مجلس الوزراء ستة أعضاء جدد، بينهم أربع نساء: منيرة الأمير، شريفة الشلفان، علياء الفارسي، وفرح الرومي، إضافة إلى إسماعيل بهبهاني وعبد اللطيف الدعي.
وفي 8 يونيو 2022، عقد المجلس البلدي جلسته الأولى، وانتُخب عبد العزيز المهري رئيسًا للمجلس بالتزكية، وخالد المطيري نائبًا للرئيس بالتزكية أيضًا.

## الانتخابات التكميلية
في 22 أبريل 2024، أعلن المجلس البلدي شغور مقعدي الدائرتين السادسة والتاسعة، بعد تلقي وزير الدولة لشؤون البلدية تقارير من وزارتي العدل والداخلية حول براءة الكفيف من حكم سابق، وترشح المويزري لانتخابات مجلس الأمة 2024، ما استدعى إجراء انتخابات تكميلية في 18 مايو 2024.
تنافس عشرة مرشحين على مقعد الدائرة السادسة التي تضم 79,754 ناخبًا مسجلًا، وثمانية مرشحين على مقعد الدائرة التاسعة التي تضم 134,683 ناخبًا. جرت الانتخابات من الثامنة صباحًا حتى الثامنة مساءً في 194 لجنة موزعة على 26 مدرسة.
أسفرت النتائج عن فوز وليد الداغر بمقعد الدائرة السادسة بحصوله على 3,322 صوتًا، وفوز فهد العجمي بمقعد الدائرة التاسعة بـ10,404 أصوات.

## نتائج انتخابات مجلس الأمة الكويتي 2006
| الكتلة                            | عدد المقاعد |
| --------------------------------- | ----------- |
| الكتلة الإسلامية (سنة)            | 17          |
| الكتلة الشعبية                    | 9           |
| كتلة العمل الوطني (ليبيراليين)    | 8           |
| مستقلون                           | 16          |
| المجموع (بمشاركة 80% من الناخبين) | 50          |

## أنظر أيضا
- انتخابات الكويت 2008